# Jean-Pierre Pezous
Jean-Pierre Pezous fue un político francés nacido el  en Albi (Tarn) y fallecido el 29 de diciembre de 1841 en el mismo lugar.

## Biografía
Abogado, fue diputado por el Tercer estado en los Estados Generales de 1789 por la senescalsia de Castres, sentado con los reformadores moderados y después a la Asamblea Nacional Constituyente. Juez en Albi en el año IV, fue elegido diputado del Tarn al Consejo de Ancianos el 25 Germinal del año VI. A favor del Golpe de Estado del 18 de Brumario, fue nombrado juez del Tribunal Civil de Albi en 1800, luego se convirtió en su presidente en 1816. Se jubiló en 1830.